# Hadad község
Hadad község (románul: Comuna Hodod) község Szatmár megyében, Romániában. Központja Hadad, beosztott falvai Hadadgyőrtelek, Hadadnádasd, Lele.

## Népessége
A 2011-es népszámlálás adatai alapján a község népessége 3056 fő volt.